# Ngozi Onwumere
Ngozi Onwumere (sinh ngày 23 Tháng 1 năm 1992) là một người Mỹ  chạy nước rút và bobsledder người cạnh tranh quốc tế cho Nigeria. Theo dõi, Onwumere chuyên về rơle 100 mét, 200 mét, 400 mét và 4 x 100 mét. Ngozi đã giành được vàng cùng với Blessing Okagbare, Lawretta Ozoh và Cecilia Francis trong cuộc tiếp sức 4 x 100 mét tại Thế vận hội toàn châu Phi 2015 ở Brazzaville, Congo. Cô cũng đại diện cho Nigeria tại Rơle thế giới IAAF 2015 ở Nassau, Bahamas. Cô đại diện cho Nigeria tại thế vận hội mùa đông 2018 ở 2 phụ nữ bobsled.
Onwumere sinh ra và lớn lên ở Mesquite, Texas, nơi cô tốt nghiệp trường trung học Mesquite. Cô theo học trường đại học Houston.